# ماریانی نوناکا
ماریانی نوناکا (انگلیسی: Mariany Nonaka؛ زادهٔ ۲۲ آوریل ۱۹۸۸) یک بازیکن تنیس روی میز اهل برزیل است.